# الصباحي (إب)

تعديل مصدري - تعديل

الصباحى هي إحدى قرى عزلة البحريين بمديرية إب التابعة لمحافظة إب، بلغ تعداد سكانها 209 نسمة حسب تعداد اليمن لعام 2004.